# Водосховище Cae Llwyd
 Cae Llwyd — це водосховище, розташоване між Llwyneinion і Ruabon Moors в графстві Рексем, Уельс.

## Опис
Водосховище являє собою затоплене озеро, що містить сиру воду. Вона перегороджена ґрунтовим насипом, що складається з ядра калюжної глини. Він підіймається на 15 метрів (49 футів), має загальну місткість води 177 000 м3 (39 000 000 англ. гал.).
Контракт на будівництво водосховища було підписано в 1875 році, вартістю 608356. Плани описуються як «похвально короткі», вони містять лише сім пунктів. Пізніше в 1984 році було виявлено, що один із малюнків був намальований на звороті відбитка для різних пропозицій щодо перетину Мерсі, включаючи підвісний міст і два тунелі. Водосховище було побудовано в 1878 році компанією Wrexham Waterworks Company, ним керує Хафрен Діфрдві від імені Северн Трент.
Водосховище є частиною системи резервуарів Ty Mawr /Cae Llwyd/ Pen-y-Cae, однієї з двох систем резервуарів Hafren Dyfrdwy для забезпечення ресурсної зони Рексем.

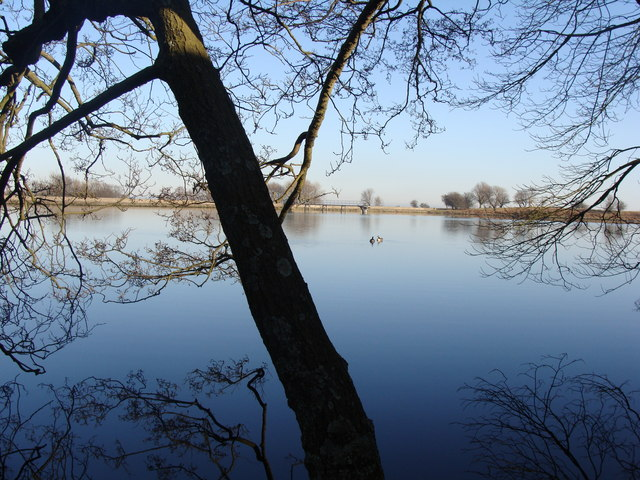
Водойма взимку

Поруч з водоймою є скаутський майданчик.